# Pantaleó de Pisa
Pantaleó (Pantaleon, Πανταλέων), fill d'Omfalió, fou rei o tirà de Pisa a l'Èlide, vers l'olimpíada 34 (el 644 aC).
A la segona guerra messènica va ajudar els messenis (Strabo, VIII, p. 362). Va reunir un exèrcit amb el que va entrar a Olímpia i es va erigir en únic president dels Jocs Olímpics. Els habitants de l'Èlide mai van considerar aquesta olimpíada com una de les regulars.